# Pietro Poloni
Pietro Poloni (* 1. April 1946 in Zoppè di Cadore) ist ein ehemaliger italienischer Radrennfahrer und nationaler Meister im Radsport.

## Sportliche Laufbahn
Poloni (auch Piero Poloni) gewann 1967 die nationale Meisterschaft in der Mannschaftsverfolgung.
Sein bedeutendster internationaler Erfolg war der Gewinn der 6. Etappe der Internationalen Friedensfahrt 1970. In dem Etappenrennen schied er später aus.
1970 siegte er in der Stausee-Rundfahrt Klingnau in der Schweiz sowie in der Trofeo Gianfranco Bianchin. In Italien gewann er einige Eintagesrennen, so das Rennen Popolarissima di Treviso 1968 und 1974. Im Rennen der UCI-Straßen-Weltmeisterschaften 1970 wurde er 33.
1971 wurde er Berufsfahrer im Radsportteam Cosatto. Im Giro d’Italia 1971 schied er aus. 1972 beendete er seine Laufbahn als Radprofi und startete wieder als Amateur.

## Familiäres
Sein Bruder Selvino Poloni war ebenfalls Radrennfahrer.